# Marthe Munsterman
Marthe Munsterman (1993. február 19. –) holland női válogatott labdarúgó. Az Ajax középpályása.

## Pályafutása

### Klubcsapatokban
Szülővárosában az ATC '65 ifjúsági csapatánál indult karrierje, ahonnan 2009-ben került a FC Twente fiataljai közé. 2009-ben az U21-esekkel megnyerte az utánpótlás bajnokságot és szezonbeli szereplése szabad utat biztosított a Twente első keretébe.
2017 júliusában csapattársával Siri Wormal együtt távozott az Evertonhoz.
2018-ban visszatért hazájába és a Ajaxhoz igazolt. Az Evertonnál játszott utolsó mérkőzésén a klub csapatkapitányként küldte pályára a Manchester City elleni mérkőzésen.

### A válogatottban
2011-ben mutatkozott be az U19-es válogatottban, akikkel részt vett a 2012-es korosztályos Európa-bajnokságon.
A felnőtt csapatban 2015. május 20-án kapta meg első lehetőségét az Észtország elleni találkozón.

## Sikerei

### Klubcsapatokban
Belga-Holland bajnok (2):
- FC Twente (2): 2012–13, 2013–14

 Belga-Holland bajnoki ezüstérmes (1):
- FC Twente (1): 2014–15

 Belga-Holland szuperkupa döntős (1):
- FC Twente (1): 2011

 Holland bajnok (5):
- FC Twente (5): 2010–11, 2012–13*, 2013–14*, 2014–15*, 2015–16[5]

 Holland kupagyőztes (4):
- FC Twente (2): 2008, 2015
- Ajax (2): 2017, 2018

## Magánélete
Édesapja, Joop Munsterman 2004-től 2015-ig volt a Twente elnöke.